# 单羽矮伞芹
单羽矮伞芹（学名：Chamaesciadium acaule var. simplex）为伞形科矮伞芹属的变种，为中国的特有植物。分布在中国大陆的新疆等地，目前尚未由人工引种栽培。